# Renato Tarantelli Baccari

Wappen von Renato Tarantelli Baccari

Renato Tarantelli Baccari (* 25. April 1976 in Rom) ist ein italienischer römisch-katholischer Geistlicher und Weihbischof sowie Vizegerent im Bistum Rom.

## Leben
Renato Tarantelli Baccari erwarb zunächst einen Abschluss in Rechtswissenschaft und nach weiteren Studien das Lizenziat in Kanonischem Recht. Nach dem Studium der Philosophie und Theologie empfing er am 28. Oktober 2017 durch Angelo Kardinal De Donatis die Diakonenweihe. Papst Franziskus spendete ihm am 22. April 2018 im Petersdom das Sakrament der Priesterweihe für das Bistum Rom.
Nach der Priesterweihe wurde er juristisch-administrativer Bischofsvikar und Koordinator des Rechtsbereichs sowie der Güter- und Ressourcenverwaltung des Vikariats Rom. Außerdem war er Rektor der Kirche Santa Maria del Terzo Millennio alle Tre Fontane und Verwaltungsleiter der Erzbruderschaften vom Allerheiligsten Sakrament, von Maria del Carmine und Maria vom guten Rat und der Pilger.
Papst Franziskus ernannte ihn am 21. November 2024 zum Titularbischof von Camplum und zum Weihbischof in Rom sowie zum Vizegerenten. Am 4. Januar des folgenden Jahres spendete ihm Kardinalvikar Baldassare Reina in der Lateranbasilika in Anwesenheit des Papstes die Bischofsweihe. Mitkonsekratoren waren der Erzbischof von Wien, Christoph Kardinal Schönborn OP, und Michele Di Tolve, Weihbischof in Rom.